# Alt Golm
Alt Golm (letteralmente "Golm vecchia", in contrapposizione alla vicina Neu Golm – "Golm nuova") è una frazione del comune tedesco di Rietz-Neuendorf, nel Land del Brandeburgo.

## Storia
Nel 2003 il comune di Alt Golm venne aggregato al comune di Rietz-Neuendorf..

## Amministrazione
La frazione è amministrata da un "consiglio locale" (Ortsbeirat) di tre membri e da un "presidente di frazione" (Ortsvorsteher).